# Seznam opatů premonstrátského kláštera v Želivě
Seznam opatů premonstrátského kláštera v Želivě uvádí posloupnost premonstrátů, kteří od založení Želivského kláštera v roce 1139 vykonávali funkci opata.

## Do vymření kláštera roku 1567
- 1149–1184	bl. Gottschalk
- 1184–1189/1193	Otto
- ?–1200	Haštal (Castulus)
- cca 1210	Marsilius I.
- 1219–1221	Vilém
- 1233–1236	Heřman
- 1243	Ambrož
- 1257–1262/1272	Marsilius II.
- 1276–1293	Jakub
- 1303–1311	Thilman I.
- 1323	Dětřich
- 1330–1346	Stibor I.
- 1348	Thilman II.
- 1352	Bertold
- 1354–1358	Bernard
- 1359/1360–1371	Bohuslav
- 1372–1400	Jindřich
- 1400–1405	Stibor II.
- 1406–1419/1422	Petr Kopanina
- 1422–1430/1432	Drslav I.
- 1432/1434–1437	Stibor III.
- 1437–1443	Drslav II.
- 1443–1447	Marek
- 1447–1452	Jan I.
- 1452–1456	Petr II.
- 1456–1467	Jan II.
- 1467–1468	Martin I.
- 1468–1489	Václav
- 1490–1500	Petr III.
- 1502–1518	Wolfgang
- 1518–1530	Bartoloměj
- 1530–1547	Ondřej, současně probošt v Nové Říši
- 1547–1567	Martin Stralický († 20. 9. 1567 Jihlava)

Král Jiří z Poděbrad dal roku 1468 želivský klášter do zástavy rodu Trčků, kteří jej krátce na to vojensky obsadili a kanovníky vyhnali. Řeholníkům zůstal jediný majetek: patronátní právo a příjmy jihlavského kostela sv. Jakuba. Na jihlavské faře také přebývali.

## Titulární opati (1567–1643)
Smrtí opata Martina Stralického želivská kanonie zcela vymřela, rod Trčků z Lípy získal do dědičného vlastnictví želivský klášter. Titul opata želivského i s jihlavskou farou získal od císaře Maxmiliána II. zábrdovický opat Kašpar Schönauer, aby mohl opravit zábrdovický klášter. Roku 1589 Jan Lohelius dosáhl, že Želiv připadl klášteru strahovskému. Kašpar z Questenberka roku 1623 odkoupil Želiv pro Strahov a v roce 1629 tam ustanovil administrátora; klášter začal být znovu osazován a opravován. Záhy vyplatil Strahovu náklady spojené se získáním želivských statků, takže roku 1643 mohl být Želiv uznán za samostatný klášter.
- 1568–1589	Kašpar Schönauer
- 1589–1612	Jan Lohelius
- 1612–1640	Kašpar z Questenberka
  - 1629–1639	Jan Václav Althaus, ustanovený administrátor ze Strahova
- 1640–1643	Kryšpín Fuk z Hradiště
  - 1639–1643	Štěpán Magni, ustanovený administrátor ze Strahova, r. 1643 opat želivský

## Obnovený klášter (po roce 1643)

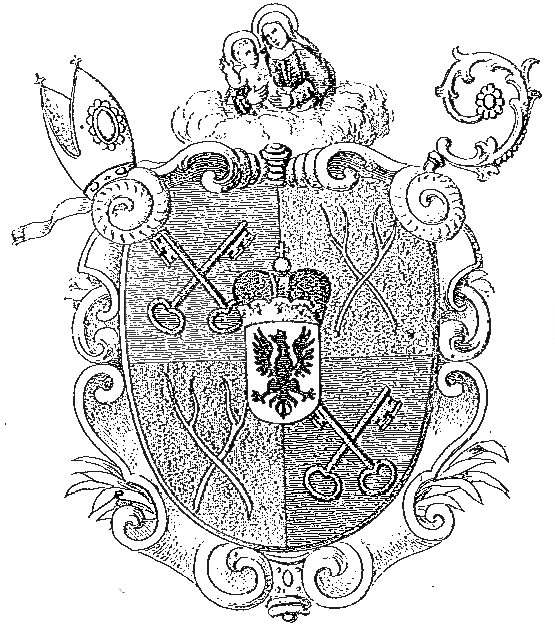
Znak želivského kláštera po tzv. Leskovcově odkazu

Až do roku 1661 dosazoval želivské opaty Strahov, v roce 1661 byl zvolen první opat z řad želivských kanovníků, Siard Falco.
- 1643–1649	Štěpán Magni
- 1649–1653	Norbert Amoenus z Amelunxen, pak opat strahovský
- 1653–1660	Vít Rössler
- 1661–1677	Siard Falco
- 1678–1695	Milo Strobl
- 1695–1698	Candidus Švenda
- 1698–1702	Zikmund Bernbach
- 1703–1725	Jeroným Václav Hlina
- 1725–1752	Daniel Antonín Schindler († 9. 6. 1754)
- 1752–1774	Arnošt Morávek
- 1774–1792	Gabriel Fliegel
- 1792–1806	Zikmund Hemerka
- 1807–1830	Vojtěch Fähnrich
- 1830–1848	Ignác Jan Sekoušek († 9. 6. 1856)
- 1848–1857	Alois Růžička, převor de regimine
- 1857–1890	Norbert Sychrava
- 1890–1903	Ferdinand Jan Bursík
- 1903–1921	Salesius Josef Roubíček
- 1922–1947	Bedřich Václav Vavroušek
- 1948–1999	Bohumil Vít Tajovský
- 1999–2013 Bronislav Ignác Kramár, rezignoval ze zdravotních důvodů († 20. 6. 2020) [1]
- 2013–2022 Jaroslav Jáchym Šimek
- 2022– Tadeáš Róbert Spišák